# Абдуррахман ибн Сауд Аль Сауд
Абдуррахман ибн Сауд Аль Сауд (араб. عبد الرحمن بن سعود بن عبد العزيز آل سعود‎; 19 ноября 1946 — 29 июля 2004) — принц Саудовской Аравии, сын короля Сауда и президент ФК «Ан-Наср».

## Биография

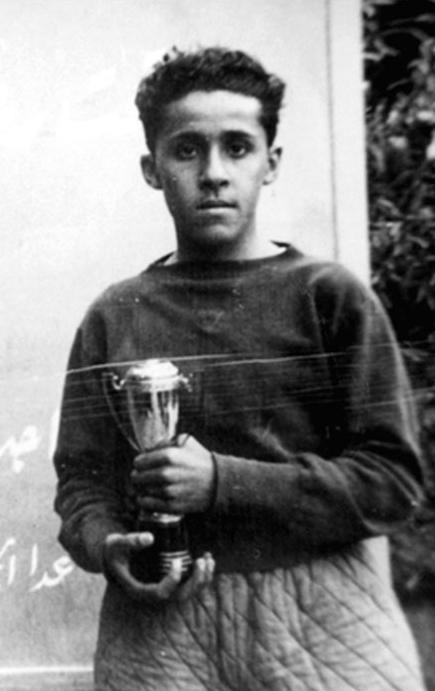
Абдуррахман в детстве

Родился 19 ноября 1946 года в Эр-Рияде в семье кронпринца Саудовской Аравии Сауда и его жены Джавхары, которая умерла, когда принцу было 15 лет.
Принц также известен как «крёстный отец» ФК «Ан-Наср». Принц трижды избирался президентом «Ан-Насра» (1960—1969; 1975—1997 и 2000—2004).
Умер 29 июля 2004 года в возрасте 57 лет. Похоронен на кладбище аль-Ауд 30 июля 2004 года.
Имел 6 сыновей (Халид, Абдул-Азиз, Мамдух, Фейсал, Сауд и Фахд) и 3 дочери.
Два его сына были президентами ФК Ан-Наср: принц Фейсал в период (1997—2000) и (2006—2009) и принц Мамдух в период (2005—2006). Также с клубом был связан его сын Сауд, а принц Абдул-Азиз был тренером одноимённого баскетбольного клуба.